# 苗加結菜
苗加 結菜（なえか ゆうな・2001年〈平成13年〉9月5日 - ）は、日本の女性タレント・モデルである。北海道札幌市出身。プラチナムプロダクション所属。女性アイドルグループ『月に足跡を残した少女達は一体何を見たのか…』のメンバー。

## 略歴
子供の頃からアイドルになることを夢見ていたが、「ニコ☆プチ」等のファッション雑誌を読んでるうちにモデルになる夢を抱く。小学6年生だった2013年、母の知り合いだったローカルモデルの南部祐子が『ビューティーアーティスト学院』を札幌市内に立ち上げ、その生徒として南部からモデルの基礎を学んだ。その後中学生になった2014年9月にプラチナムプロダクションと契約を結んだが、当時は札幌に住みながらカタログモデルや撮影会、ファッションショー等の仕事をこなしていた。
高校卒業前の2020年1月、AbemaTVのリアリティ番組『恋する♥週末ホームステイ』“2020 冬「勇気」編”に出演。第一印象で1歳下の近藤拓馬に一途なアタックを仕掛けるも、最終的には残念な結果となる。同年8月に配信された同番組の“LAST TEEN編”にも出演したが、こちらも切ない結末に終わっている。
2020年9月、4年ぶりに復活した東京オートサロンの公式イメージガールユニット『A-class』2021年度メンバーを決めるセレクション30人の中にエントリーし、同年10月5日、オートサロン事務局の推薦で最終メンバー5人の中に入った。プラチナムプロダクションは多くの年でA-classメンバーを輩出し、事務所別でも最多選出記録を維持しているが、全員がプラチナム所属者に統一された2015年以降起用が途絶えていたため、実質6年ぶりのA-classメンバー選出となった。北海道出身者としては2013年の遠野千夏以来8年ぶり・通算3人目。21世紀生まれ初のA-classメンバーでもある。だがこの年は新型コロナウイルス感染症の流行が続いた関係で幕張メッセでの客入れ開催を断念。並行準備していたバーチャルオートサロンのみの開催となった。その後2022年1月15日の東京オートサロンのステージにサプライズで登壇し、観客にコスチューム姿を披露した。
2021年1月15日、“太陽と月”をコンセプトにした新アイドルユニットの一つである『月に足跡を残した6人の少女達は一体何を見たのか…』（略称：ツキアト）に参加することを発表。同年3月27日、東京・duo MUSIC EXCHANGEで初お披露目ライブが行われた。その後ツキアトはメンバー1人の脱退に伴い、2025年3月25日にグループ名を『月に足跡を残した少女達は一体何を見たのか…』に改めている。
2022年7月26日、「週刊SPA!×TIF2022水着でアイドル頂上決戦」においてツキアト代表として選出。週刊SPA!（同年8月9日号）にて水着姿のグラビアが掲載される。
2025年7月15日、東京オートサロン2026のイメージガール『A-class』メンバーに選ばれたことを発表。

## 人物
- 愛称は「ゆうな」[1]だが、A-class2021で共働したあらた唯（旧名：小林唯叶→新唯）からは「ゆうなん」[17]、テラス×テラス（現テラテラ）のメンバーだった二葉茉由[注 8]からは「ゆうちゃん」[21]、同じくテラテラの吉田芽梨奈からは「姫」[22]と呼ばれている。
- 趣味はネイルアート[3]、絵を描くこと[3]、コスメ集め[動画 4]。特技はダンス[3]。
- 妹が1人いる[Blog 5]。
- 憧れのモデルは池田美優[23]と菜々緒[動画 4]。後述の『超十代2020』に出演した際、「カフェオレ並みに違う」と肌の色の差を池田に指摘された[23]。

### A-class関連
- かつてプラチナムに所属していた林紗久羅（現在はイー・スマイル所属）[動画 2]とは12歳の年齢差[注 9]がある。2021年3月8日に配信されたスペシャル座談会「A-classの部屋」では、苗加と林のなわとびダンスコラボが見られた[動画 5]。
- 2021年度のA-classメンバーとしては唯一、在任前後にレースクイーンや自動車レースのイメージガールを経験していない（2025年7月現在）。2021年8月21日 - 22日のD1 GRAND PRIXエビスサーキット戦では、小湊美月[注 10]のアンダー[25]としてSAILUN TIREのレースクイーンを務める予定だったが[26]、緊急事態宣言及びまん延防止等重点措置により11月20日 - 21日に延期された[27][注 11]。しかし苗加が所属するツキアトは延期日の20日に『TOKYO GIRLS GIRLS -番外編-』[注 12]、21日に『IDOL CONTENT EXPO』[注 13]『STAND OUT IDOL Vo.15』[注 14]といったライブ・イベントに出演していたため、スポット参加出来ないまま同年度のD1GPは終了した[Blog 6]。
- 日本レースクイーン大賞では、2020年度新人グランプリを受賞したあのんの名前をメダリスト発表時に読み上げて目録を贈呈[動画 6]。先述のA-classステージ登壇後に開催された2021年度の授賞式では、エスコート役として授賞式をサポートしていた[注 15]。
- 先述のあらた唯とはA-class在任後の2021年4月から2024年[注 16]まで3年間、同じ事務所であった。
- 先述の通り2026年は5年ぶりにA-classメンバーを務めるが[16]、前回選出からブランクを経ての再起用は松林菜々見[注 17]以来18年ぶりとなった。ちなみにプラチナムの後輩に当たる森脇梨々夏も2年ぶり（前回起用は2024年）のA-classメンバー選出となる[16]。

## 受賞歴
| 年月日        | 賞                                                                  | 結果   | 出典   |
| ------------- | ------------------------------------------------------------------- | ------ | ------ |
| 2019年8月7日  | OTODAMA×超十代「超夏休み2019」 絶対歩きたいランウェイオーディション | 特別賞 | [ 32 ] |
| 2020年3月24日 | 超十代2020 ランウェイモデル争奪オーディション                       | 合格   | [ 23 ] |

## 出演

### Web番組
- 恋する♥週末ホームステイ（AbemaTV）
  - 2020冬「勇気」編（2020年1月 - 2月）[1]
  - LAST TEEN編（2020年8月）[7]

### イベント
- Beauty★Flea Market VOL.3（2013年8月4日、札幌・パンテラネグラ）
先述の南部祐子が企画したフリーマーケットとファッションショーを融合させたイベントで、苗加はファッションショーのモデルとして参加した[Blog 7][Blog 8]。
- ニコ☆プチガールズコレクション（2013年・2014年）
- TOKYO TOP KIDS COLLECTION 2014（2014年7月13日、国立代々木競技場第二体育館）- Diableステージにモデル出演[Blog 9][動画 8]
- 超十代2021 PREMIUM（2021年3月30日、豊洲PIT） - WEGOステージにモデル出演[33]
- 東京オートサロン2022（2022年1月15日、幕張メッセ） - サプライズ出演[動画 3]